# Reinheitsgebot

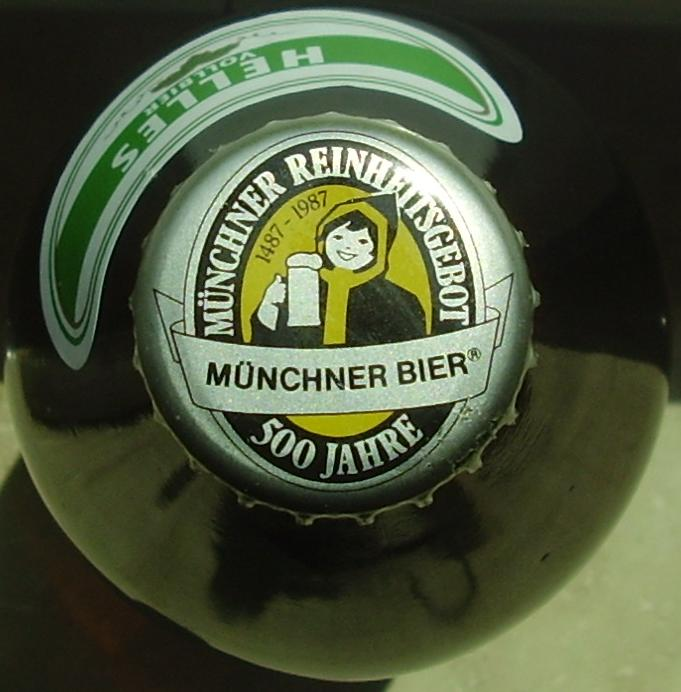
Bier uit München dat voldoet aan het reinheitsgebot.

Het Reinheitsgebot ('Reinheidsgebod' of 'zuiverheidsgebod')  is een Duitse regeling die haar oorsprong vindt in het Koninkrijk Beieren in 1487 en 1516. Dit gebod wordt als de oudste nog bestaande warenwet ter wereld beschouwd. Hoewel het Reinheitsgebot opduikt in diverse verhandelingen over de geschiedenis van bier, werd het enkel afgekondigd binnen het Koninkrijk Beieren en had het, tot de uitbreiding ervan over geheel Duitsland in 1906, hoegenaamd geen invloed op het brouwen van bieren in andere landen of streken.
Volgens het Beierse Reinheitsgebot uit 1487 en 1516 mocht bier alleen gemout gerst, water en hop bevatten. Later werd daar gist aan toegevoegd. Het gebod verbiedt daarmee onder meer het gebruik van kruiden, gelatine en vruchten.

## Geschiedenis
Het oorspronkelijke Reinheitsgebot bevatte geen gist als ingrediënt, omdat de werking van dit micro-organisme toen nog niet bekend was. Het Reinheitsgebot was buiten Beieren onbekend en had daardoor ook geen invloed op de elders gebruikte brouwmethoden. Hoewel men het Reinheitsgebot later als warenwet is gaan beschouwen, was de wet niet opgesteld om de kwaliteit van het bier veilig te stellen, maar om hongersnoden te voorkomen. Met de wet werd verhinderd dat de belangrijke granen voor brood, tarwe en rogge, als ingrediënten voor bier zouden worden gebruikt. Het brouwen van bier met tarwe (Weizenbier) kwam in Beieren desondanks voor, maar slechts onder speciaal privilege van de hertog.
Het Reinheitsgebot had daarnaast een protectionistische werking, omdat het import van bieren uitsloot die niet volgens de Beierse regels waren gebrouwen. 
In 1906 werd het Reinheitsgebot ingevoerd voor heel Duitsland. Dit had een negatief effect op de productie van Noord-Duitse biersoorten die met andere granen en/of kruiden werden gebrouwen, zoals gose.
Naar aanleiding van een klacht bij de Europese Commissie in 1984 (het Arrest Brasserie du Pêcheur), besloot het Europese Hof in 1987 dat het verbod op de invoer van (in het buitenland gebrouwen) bier, dat niet volgens het Reinheitsgebot gebrouwen was, het geldende vrije handelsverkeer binnen Europa onrechtmatig beperkte. Het Reinheitsgebot als zodanig bestaat heden ten dage dan ook feitelijk niet meer; wel bevat de Duitse Biersteuergesetz van 1923 (in de vorm van 1993) regels voor de samenstelling van bier. Het blijft geoorloofd om drank met allerlei toevoegingen te brouwen, maar dan mag de benaming 'bier' niet worden gebruikt.

## Wetenswaardigheden

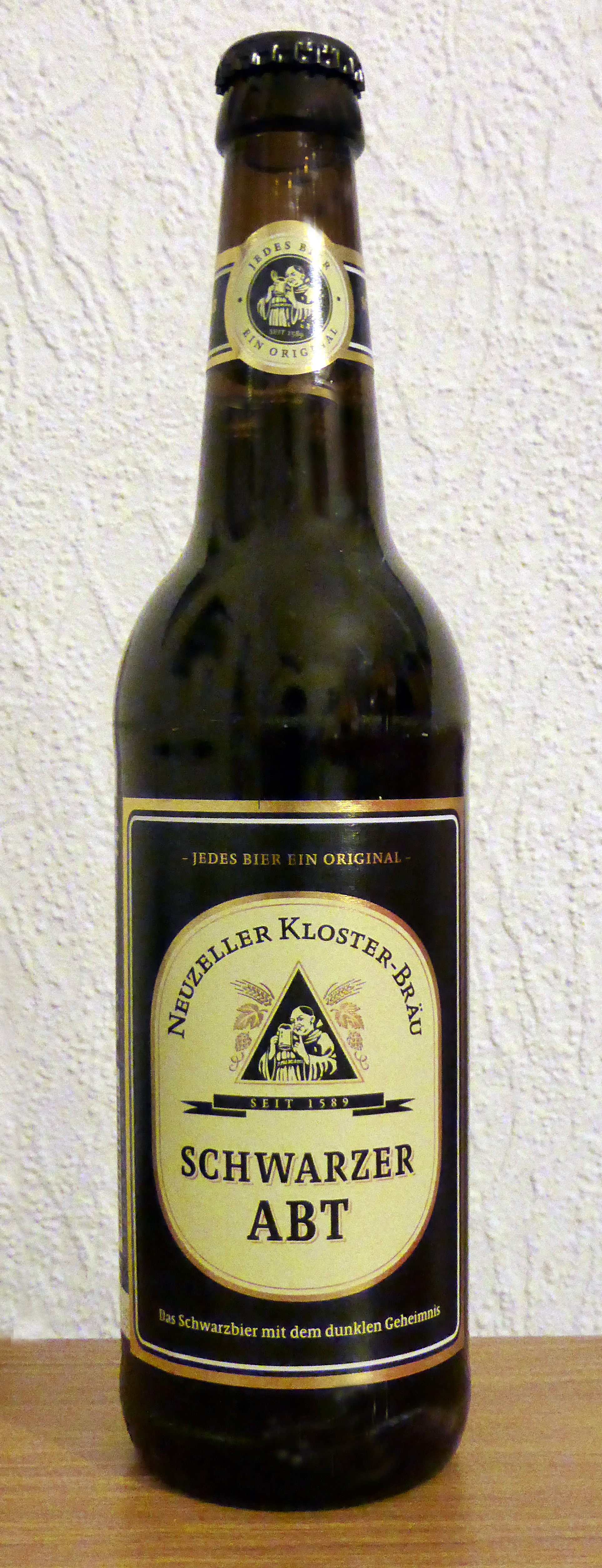
Een fles Schwarzer Abt van de Klosterbrauerei Neuzelle in Brandenburg

- Eind februari 2005 bepaalde het Bundesverwaltungsgericht (rechtbank) in Leipzig dat de Klosterbrauerei Neuzelle in Brandenburg haar brouwsel Schwarzer Abt, waaraan suiker is toegevoegd, toch "bier" mocht noemen. De brouwerij had hiervoor tien jaar lang een juridische strijd geleverd om deze drank als bier erkend te krijgen.
- Brouwerijen gebruiken de slogan "Gebraut nach dem deutschen Reinheitsgebot" als een vorm van marketing. Wel moet bier waarvan op het etiket aangegeven wordt dat het volgens het Reinheitsgebot is gebrouwen volgens de wet ook daadwerkelijk aan dat voorschrift voldoen.
- In december 2013 meldde de Duitse brouwersfederatie dat de vraag gesteld zou worden om het Reinheitsgebot op de lijst van "immaterieel cultureel erfgoed" van de UNESCO te zetten.[2]